# Sedat Ağçay
Sedat Ağçay (sinh 22 tháng 9 năm 1981, Muş, Thổ Nhĩ Kỳ) là một tiền vệ bóng đá Thổ Nhĩ Kỳ thi đấu cho MKE Ankaragücü.

## Sự nghiệp
Anh từng thi đấu cho các đội bóng Zeytinburnuspor, Yozgatspor, Elazigspor, Gaziantepspor, Konyaspor và Antalyaspor.